# Stopky

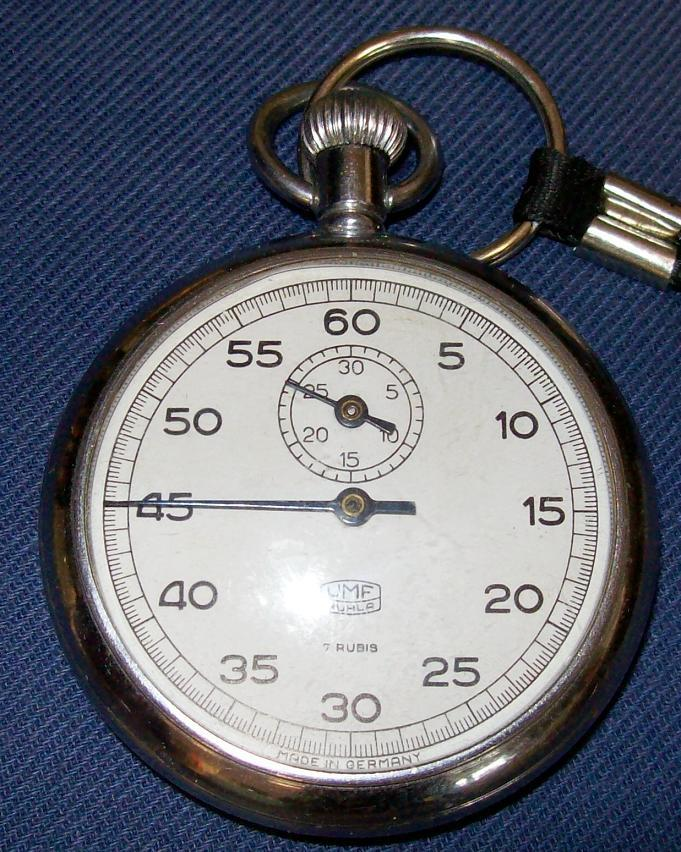
Mechanické stopky (Ovládání jedním tlačítkem)

Stopky jsou mechanické nebo elektronické zařízení na odměřování kratších časových intervalů. Užívají se zejména ve sportu, ale také ve vědě, v technice a podobně.

## Mechanické stopky
Mechanické stopky obsahují hodinový stroj, který lze u těch nejjednodušších stisknutím tlačítka spustit a zastavit. Dalším stisknutím tlačítka (nebo druhým tlačítkem) se ručičky vrátí do nulové polohy pro nové měření. Velká centrální ručka přitom ukazuje sekundy a jejich zlomky (obvykle pětiny), menší ručka za zvláštním ciferníku ukazuje minuty, případně hodiny.
Složitější stopky pro odečítání mezičasů (ratrapánky, z franc. rattrapper, dohnat) dovolují ručky přechodně zastavit (to jest odpojit od běžících hodin), odečíst mezičas a pak pokračovat v započatém měření. Ručky přitom „doženou“ čas, který uplynul během odečítání (angl. leap time).

## Elektronické stopky

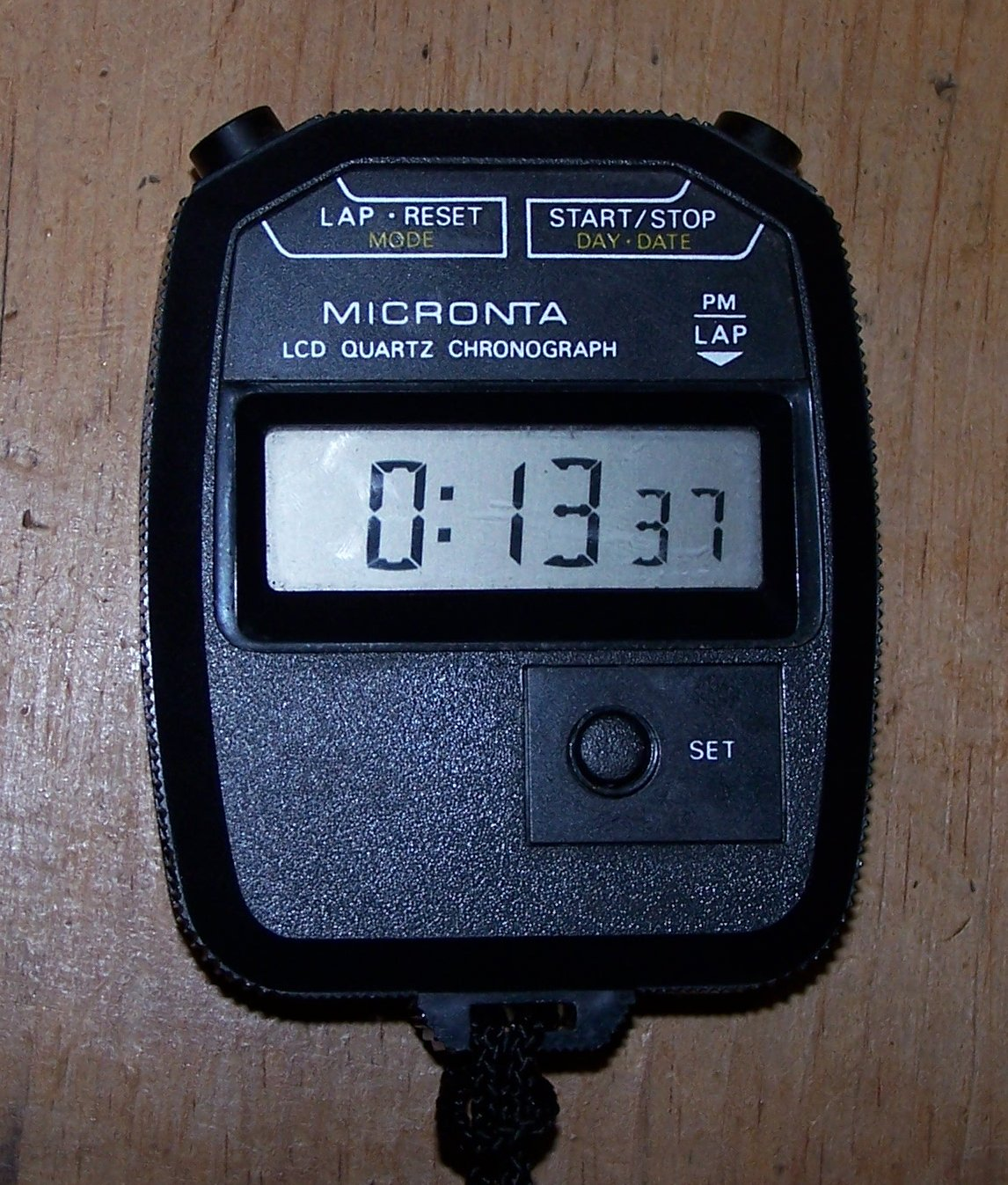
Elektronické stopky

Od osmdesátých let 20. století se pro náročnější měření používají vesměs elektronické stopky, které dovolují daleko přesnější odečítání časů a dají se snadno spojit s automatickými čidly (fotobuňka) a na druhé straně s počítačem, který výsledky vyhodnocuje a zobrazuje.
Na internetu jsou k dispozici elektronické stopky zde.

## Historie
První hodinky, které se daly tlačítkem zastavit a zase spustit, vznikly už před rokem 1800. Roku 1831 vynalezl Rakušan J. T. Winnerl stopky, u nichž se zastavovala jen sekundová ručka. 1844 vynalezl Francouz Adolphe Nicole „srdíčko“, kulisu ve tvaru srdce, kterou lze ručky vracet do nulové polohy, a roku 1862 spolu se svým kolegou H. F. Piguetem představil veřejnosti první plně funkční stopky. Ve 20. století se odměřovací mechanismus začal vestavovat do kapesních i náramkových hodinek čili chronografů. První komerční elektronické stopky vznikly roku 1971.